# Brezon, Caraș-Severin
Brezon este un sat în comuna Forotic din județul Caraș-Severin, Banat, România.